# Herfa
Herfa ist ein Stadtteil von Heringen (Werra) im osthessischen Landkreis Hersfeld-Rotenburg.

## Geographie
Herfa liegt, von Wald umgeben, westlich des Hauptortes im Seulingswald. Durch den Ort verläuft die Landesstraße 3255.

## Geschichte

### Ortsgeschichte
Erstmals urkundlich erwähnt wurde das Dorf im Jahre 1335. Der Ortsname wurde Hirpff oder auch Herpf geschrieben. Im Jahre 1579 wurde eine kleine Kirche erwähnt.
Zum 1. August 1972 wurde die bis dahin selbständige Gemeinde Herfa im Zuge der Gebietsreform in Hessen kraft Landesgesetz in die Stadt Heringen (Werra) eingemeindet.
Für Herfa wie für alle im Zuge der Gebietsreform nach Heringen eingegliederten Gemeinden wurde ein  Ortsbezirk mit Ortsbeirat und Ortsvorsteher nach der Hessischen Gemeindeordnung gebildet.

### Einwohnerentwicklung
| Herfa: Einwohnerzahlen von 1834 bis 2020 | Herfa: Einwohnerzahlen von 1834 bis 2020 | Herfa: Einwohnerzahlen von 1834 bis 2020 | Herfa: Einwohnerzahlen von 1834 bis 2020 | Herfa: Einwohnerzahlen von 1834 bis 2020 |
| --- | ---------------------------------------- | ---------------------------------------- | ---------------------------------------- | ---------------------------------------- |
| Jahr |                                          |                                          |                                          | Einwohner                                |
| 1834 | 1834                                     |                                          | 258                                      | 258                                      |
| 1840 | 1840                                     |                                          | 282                                      | 282                                      |
| 1846 | 1846                                     |                                          | 284                                      | 284                                      |
| 1852 | 1852                                     |                                          | 287                                      | 287                                      |
| 1858 | 1858                                     |                                          | 278                                      | 278                                      |
| 1864 | 1864                                     |                                          | 306                                      | 306                                      |
| 1871 | 1871                                     |                                          | 244                                      | 244                                      |
| 1875 | 1875                                     |                                          | 243                                      | 243                                      |
| 1885 | 1885                                     |                                          | 253                                      | 253                                      |
| 1895 | 1895                                     |                                          | 217                                      | 217                                      |
| 1905 | 1905                                     |                                          | 229                                      | 229                                      |
| 1910 | 1910                                     |                                          | 244                                      | 244                                      |
| 1925 | 1925                                     |                                          | 390                                      | 390                                      |
| 1939 | 1939                                     |                                          | 333                                      | 333                                      |
| 1946 | 1946                                     |                                          | 471                                      | 471                                      |
| 1950 | 1950                                     |                                          | 644                                      | 644                                      |
| 1956 | 1956                                     |                                          | 815                                      | 815                                      |
| 1961 | 1961                                     |                                          | 828                                      | 828                                      |
| 1967 | 1967                                     |                                          | 855                                      | 855                                      |
| 1970 | 1970                                     |                                          | 893                                      | 893                                      |
| 1980 | 1980                                     |                                          | ?                                        | ?                                        |
| 1990 | 1990                                     |                                          | ?                                        | ?                                        |
| 2000 | 2000                                     |                                          | 869                                      | 869                                      |
| 2009 | 2009                                     |                                          | 769                                      | 769                                      |
| 2011 | 2011                                     |                                          | 678                                      | 678                                      |
| 2017 | 2017                                     |                                          | 652                                      | 652                                      |
| 2020 | 2020                                     |                                          | 650                                      | 650                                      |
| Datenquelle: Historisches Gemeindeverzeichnis für Hessen: Die Bevölkerung der Gemeinden 1834 bis 1967. Wiesbaden: Hessisches Statistisches Landesamt, 1968. Weitere Quellen: bis 1970; Stadt Heringen; Zensus 2011 |                                          |                                          |                                          |                                          |

### Religionszugehörigkeit
Quelle: Historisches Ortslexikon
| • 1885: | 253 evangelische (= 100 %) Einwohner                                |
| • 1961: | 685 evangelische (= 82,73 %), 135 katholische (= 16,30 %) Einwohner |

### Politik
Für den Herfa besteht ein Ortsbezirk (Gebiete der ehemaligen Gemeinde Herfa) mit Ortsbeirat und Ortsvorsteher nach der Hessischen Gemeindeordnung. Der Ortsbeirat besteht aus sieben Mitgliedern. Bei Kommunalwahlen in Hessen 2021 lag die Wahlbeteiligung zur Ortsbeiratswahl bei 53,25 %. Es erhielten die CDU mit 14,01 % einen Sitz und die „Bürgerliste Herfa“ (BL Herfa) 85,99 % sechs Sitze. Der Ortsbeirat wählte Benjamin Bock (BL Herfa) zum Ortsvorsteher.

## Sehenswürdigkeiten
Für die unter Denkmalschutz stehenden Kulturdenkmäler des Ortes siehe die Liste der Kulturdenkmäler in Herfa.